# Mozambikaans voetbalelftal (mannen)
Het Mozambikaans voetbalelftal is een team van voetballers dat Mozambique vertegenwoordigt bij internationale wedstrijden zoals de (kwalificatie)wedstrijden voor het WK en het Afrikaans kampioenschap.
De Federação Moçambicana de Futebol werd in 1976 opgericht en is aangesloten bij de COSAFA, de CAF en de FIFA (sinds 1980). Het Mozambikaans voetbalelftal behaalde in november  1997 met de 66e plaats de hoogste positie op de FIFA-wereldranglijst, in juli 2005 en september 2006 werd met de 134e plaats de laagste positie bereikt.

## Deelnames aan internationale toernooien

### Wereldkampioenschap
Mozambique kon zich nog nooit plaatsen voor een WK eindronde, maar leverde toch een van de beste spelers aller tijden. Eusébio schitterde op het WK 1966 (voor Portugal), Portugal stond in de kwartfinale met 0-3 achter tegen Noord-Korea maar dankzij Eusébio won Portugal nog met 5-3.
| Overzicht wereldkampioenschap voetbal | Overzicht wereldkampioenschap voetbal | Overzicht wereldkampioenschap voetbal | Overzicht wereldkampioenschap voetbal | Overzicht wereldkampioenschap voetbal | Overzicht wereldkampioenschap voetbal | Overzicht wereldkampioenschap voetbal | Overzicht wereldkampioenschap voetbal | Overzicht wereldkampioenschap voetbal |
| Jaar                                  | Ronde                                 | Wed.                                  | W                                     | G                                     | V                                     | DV                                    | DT                                    |                                       |
| ------------------------------------- | ------------------------------------- | ------------------------------------- | ------------------------------------- | ------------------------------------- | ------------------------------------- | ------------------------------------- | ------------------------------------- | ------------------------------------- |
| 1982                                  | Niet gekwalificeerd                   | Niet gekwalificeerd                   | Niet gekwalificeerd                   | Niet gekwalificeerd                   | Niet gekwalificeerd                   | Niet gekwalificeerd                   | Niet gekwalificeerd                   | Niet gekwalificeerd                   |
| 1986                                  | Geen deelname                         | Geen deelname                         | Geen deelname                         | Geen deelname                         | Geen deelname                         | Geen deelname                         | Geen deelname                         | Geen deelname                         |
| 1990                                  | Uitgesloten van Deelname              | Uitgesloten van Deelname              | Uitgesloten van Deelname              | Uitgesloten van Deelname              | Uitgesloten van Deelname              | Uitgesloten van Deelname              | Uitgesloten van Deelname              | Uitgesloten van Deelname              |
| 1994                                  | Niet gekwalificeerd                   | Niet gekwalificeerd                   | Niet gekwalificeerd                   | Niet gekwalificeerd                   | Niet gekwalificeerd                   | Niet gekwalificeerd                   | Niet gekwalificeerd                   | Niet gekwalificeerd                   |
| 1998                                  | Niet gekwalificeerd                   | Niet gekwalificeerd                   | Niet gekwalificeerd                   | Niet gekwalificeerd                   | Niet gekwalificeerd                   | Niet gekwalificeerd                   | Niet gekwalificeerd                   | Niet gekwalificeerd                   |
| 2002                                  | Niet gekwalificeerd                   | Niet gekwalificeerd                   | Niet gekwalificeerd                   | Niet gekwalificeerd                   | Niet gekwalificeerd                   | Niet gekwalificeerd                   | Niet gekwalificeerd                   | Niet gekwalificeerd                   |
| 2006                                  | Niet gekwalificeerd                   | Niet gekwalificeerd                   | Niet gekwalificeerd                   | Niet gekwalificeerd                   | Niet gekwalificeerd                   | Niet gekwalificeerd                   | Niet gekwalificeerd                   | Niet gekwalificeerd                   |
| 2010                                  | Niet gekwalificeerd                   | Niet gekwalificeerd                   | Niet gekwalificeerd                   | Niet gekwalificeerd                   | Niet gekwalificeerd                   | Niet gekwalificeerd                   | Niet gekwalificeerd                   | Niet gekwalificeerd                   |
| 2014                                  | Niet gekwalificeerd                   | Niet gekwalificeerd                   | Niet gekwalificeerd                   | Niet gekwalificeerd                   | Niet gekwalificeerd                   | Niet gekwalificeerd                   | Niet gekwalificeerd                   | Niet gekwalificeerd                   |
| 2018                                  | Niet gekwalificeerd                   | Niet gekwalificeerd                   | Niet gekwalificeerd                   | Niet gekwalificeerd                   | Niet gekwalificeerd                   | Niet gekwalificeerd                   | Niet gekwalificeerd                   | Niet gekwalificeerd                   |
| 2022                                  | Niet gekwalificeerd                   | Niet gekwalificeerd                   | Niet gekwalificeerd                   | Niet gekwalificeerd                   | Niet gekwalificeerd                   | Niet gekwalificeerd                   | Niet gekwalificeerd                   | Niet gekwalificeerd                   |
| 2026                                  | kwalificatie                          | kwalificatie                          | kwalificatie                          | kwalificatie                          | kwalificatie                          | kwalificatie                          | kwalificatie                          | kwalificatie                          |

### Afrikaans kampioenschap
| Overizcht Afrikaans kampioenschap | Overizcht Afrikaans kampioenschap | Overizcht Afrikaans kampioenschap | Overizcht Afrikaans kampioenschap | Overizcht Afrikaans kampioenschap | Overizcht Afrikaans kampioenschap | Overizcht Afrikaans kampioenschap | Overizcht Afrikaans kampioenschap | Overizcht Afrikaans kampioenschap |
| Jaar                              | Ronde                             | Wed.                              | W                                 | G                                 | V                                 | DV                                | DT                                | Kwal                              |
| --------------------------------- | --------------------------------- | --------------------------------- | --------------------------------- | --------------------------------- | --------------------------------- | --------------------------------- | --------------------------------- | --------------------------------- |
| 1982                              | Niet gekwalificeerd               | Niet gekwalificeerd               | Niet gekwalificeerd               | Niet gekwalificeerd               | Niet gekwalificeerd               | Niet gekwalificeerd               | Niet gekwalificeerd               | Niet gekwalificeerd               |
| 1984                              | Niet gekwalificeerd               | Niet gekwalificeerd               | Niet gekwalificeerd               | Niet gekwalificeerd               | Niet gekwalificeerd               | Niet gekwalificeerd               | Niet gekwalificeerd               | Niet gekwalificeerd               |
| 1986                              | Groepsfase                        | 3                                 | 0                                 | 0                                 | 3                                 | 0                                 | 7                                 | (Kwal.)                           |
| 1988                              | Niet gekwalificeerd               | Niet gekwalificeerd               | Niet gekwalificeerd               | Niet gekwalificeerd               | Niet gekwalificeerd               | Niet gekwalificeerd               | Niet gekwalificeerd               | Niet gekwalificeerd               |
| 1990                              | Niet gekwalificeerd               | Niet gekwalificeerd               | Niet gekwalificeerd               | Niet gekwalificeerd               | Niet gekwalificeerd               | Niet gekwalificeerd               | Niet gekwalificeerd               | Niet gekwalificeerd               |
| 1992                              | Niet gekwalificeerd               | Niet gekwalificeerd               | Niet gekwalificeerd               | Niet gekwalificeerd               | Niet gekwalificeerd               | Niet gekwalificeerd               | Niet gekwalificeerd               | Niet gekwalificeerd               |
| 1994                              | Niet gekwalificeerd               | Niet gekwalificeerd               | Niet gekwalificeerd               | Niet gekwalificeerd               | Niet gekwalificeerd               | Niet gekwalificeerd               | Niet gekwalificeerd               | Niet gekwalificeerd               |
| 1996                              | Groepsfase                        | 3                                 | 0                                 | 1                                 | 2                                 | 1                                 | 4                                 | (Kwal.)                           |
| 1998                              | Groepsfase                        | 3                                 | 0                                 | 0                                 | 3                                 | 1                                 | 8                                 | (Kwal.)                           |
| 2000                              | Niet gekwalificeerd               | Niet gekwalificeerd               | Niet gekwalificeerd               | Niet gekwalificeerd               | Niet gekwalificeerd               | Niet gekwalificeerd               | Niet gekwalificeerd               | Niet gekwalificeerd               |
| 2002                              | Niet gekwalificeerd               | Niet gekwalificeerd               | Niet gekwalificeerd               | Niet gekwalificeerd               | Niet gekwalificeerd               | Niet gekwalificeerd               | Niet gekwalificeerd               | Niet gekwalificeerd               |
| 2004                              | Niet gekwalificeerd               | Niet gekwalificeerd               | Niet gekwalificeerd               | Niet gekwalificeerd               | Niet gekwalificeerd               | Niet gekwalificeerd               | Niet gekwalificeerd               | Niet gekwalificeerd               |
| 2006                              | Niet gekwalificeerd               | Niet gekwalificeerd               | Niet gekwalificeerd               | Niet gekwalificeerd               | Niet gekwalificeerd               | Niet gekwalificeerd               | Niet gekwalificeerd               | Niet gekwalificeerd               |
| 2008                              | Niet gekwalificeerd               | Niet gekwalificeerd               | Niet gekwalificeerd               | Niet gekwalificeerd               | Niet gekwalificeerd               | Niet gekwalificeerd               | Niet gekwalificeerd               | Niet gekwalificeerd               |
| 2010                              | Groepsfase                        | 3                                 | 0                                 | 1                                 | 2                                 | 2                                 | 7                                 | (Kwal.)                           |
| 2012                              | Niet gekwalificeerd               | Niet gekwalificeerd               | Niet gekwalificeerd               | Niet gekwalificeerd               | Niet gekwalificeerd               | Niet gekwalificeerd               | Niet gekwalificeerd               | Niet gekwalificeerd               |
| 2013                              | Niet gekwalificeerd               | Niet gekwalificeerd               | Niet gekwalificeerd               | Niet gekwalificeerd               | Niet gekwalificeerd               | Niet gekwalificeerd               | Niet gekwalificeerd               | Niet gekwalificeerd               |
| 2015                              | Niet gekwalificeerd               | Niet gekwalificeerd               | Niet gekwalificeerd               | Niet gekwalificeerd               | Niet gekwalificeerd               | Niet gekwalificeerd               | Niet gekwalificeerd               | Niet gekwalificeerd               |
| 2017                              | Niet gekwalificeerd               | Niet gekwalificeerd               | Niet gekwalificeerd               | Niet gekwalificeerd               | Niet gekwalificeerd               | Niet gekwalificeerd               | Niet gekwalificeerd               | Niet gekwalificeerd               |
| 2019                              | Niet gekwalificeerd               | Niet gekwalificeerd               | Niet gekwalificeerd               | Niet gekwalificeerd               | Niet gekwalificeerd               | Niet gekwalificeerd               | Niet gekwalificeerd               | Niet gekwalificeerd               |
| 2021                              | Niet gekwalificeerd               | Niet gekwalificeerd               | Niet gekwalificeerd               | Niet gekwalificeerd               | Niet gekwalificeerd               | Niet gekwalificeerd               | Niet gekwalificeerd               | Niet gekwalificeerd               |
| 2023                              | Groepsfase                        | 3                                 | 0                                 | 2                                 | 1                                 | 4                                 | 7                                 | (Kwal.)                           |
| 2025                              |                                   |                                   |                                   |                                   |                                   |                                   |                                   | (Kwal.)                           |

### African Championship of Nations
Bij de African Championship of Nations mogen de landen alleen spelers uit de eigen competitie opstellen.
| Overzicht African Championship of Nations | Overzicht African Championship of Nations | Overzicht African Championship of Nations | Overzicht African Championship of Nations | Overzicht African Championship of Nations | Overzicht African Championship of Nations | Overzicht African Championship of Nations | Overzicht African Championship of Nations | Overzicht African Championship of Nations |
| Jaar                                      | Ronde                                     | Wed.                                      | W                                         | G                                         | V                                         | DV                                        | DT                                        |                                           |
| ----------------------------------------- | ----------------------------------------- | ----------------------------------------- | ----------------------------------------- | ----------------------------------------- | ----------------------------------------- | ----------------------------------------- | ----------------------------------------- | ----------------------------------------- |
| 2009                                      | Niet gekwalificeerd                       | Niet gekwalificeerd                       | Niet gekwalificeerd                       | Niet gekwalificeerd                       | Niet gekwalificeerd                       | Niet gekwalificeerd                       | Niet gekwalificeerd                       | Niet gekwalificeerd                       |
| 2011                                      | Niet gekwalificeerd                       | Niet gekwalificeerd                       | Niet gekwalificeerd                       | Niet gekwalificeerd                       | Niet gekwalificeerd                       | Niet gekwalificeerd                       | Niet gekwalificeerd                       | Niet gekwalificeerd                       |
| 2014                                      | Niet gekwalificeerd                       | Niet gekwalificeerd                       | Niet gekwalificeerd                       | Niet gekwalificeerd                       | Niet gekwalificeerd                       | Niet gekwalificeerd                       | Niet gekwalificeerd                       | Niet gekwalificeerd                       |
| 2016                                      | Niet gekwalificeerd                       | Niet gekwalificeerd                       | Niet gekwalificeerd                       | Niet gekwalificeerd                       | Niet gekwalificeerd                       | Niet gekwalificeerd                       | Niet gekwalificeerd                       | Niet gekwalificeerd                       |
| 2018                                      | Niet gekwalificeerd                       | Niet gekwalificeerd                       | Niet gekwalificeerd                       | Niet gekwalificeerd                       | Niet gekwalificeerd                       | Niet gekwalificeerd                       | Niet gekwalificeerd                       | Niet gekwalificeerd                       |
| 2020                                      | Niet gekwalificeerd                       | Niet gekwalificeerd                       | Niet gekwalificeerd                       | Niet gekwalificeerd                       | Niet gekwalificeerd                       | Niet gekwalificeerd                       | Niet gekwalificeerd                       | Niet gekwalificeerd                       |

### COSAFA Cup
| Overzicht COSAFA Cup | Overzicht COSAFA Cup | Overzicht COSAFA Cup | Overzicht COSAFA Cup | Overzicht COSAFA Cup | Overzicht COSAFA Cup | Overzicht COSAFA Cup | Overzicht COSAFA Cup | Overzicht COSAFA Cup |
| Jaar                 | Ronde                | Wed.                 | W                    | G                    | V                    | DV                   | DT                   |                      |
| -------------------- | -------------------- | -------------------- | -------------------- | -------------------- | -------------------- | -------------------- | -------------------- | -------------------- |
| 1997                 | Derde                | 5                    | 2                    | 2                    | 1                    | 11                   | 5                    |                      |
| 1998                 | Vijfde               | 5                    | 1                    | 1                    | 3                    | 4                    | 7                    |                      |
| 1999                 | Kwartfinale          | 3                    | 1                    | 1                    | 1                    | 4                    | 4                    |                      |
| 2000                 | Voorronde            | 1                    | 0                    | 0                    | 1                    | 1                    | 2                    |                      |
| 2001                 | Voorronde            | 1                    | 0                    | 0                    | 1                    | 0                    | 3                    |                      |
| 2002                 | Kwartfinale          | 2                    | 1                    | 0                    | 1                    | 2                    | 3                    |                      |
| 2003                 | Kwartfinale          | 2                    | 0                    | 1                    | 1                    | 2                    | 4                    |                      |
| 2004                 | Halve finale         | 3                    | 2                    | 0                    | 1                    | 4                    | 1                    |                      |
| 2005                 | Groepsfase           | 1                    | 0                    | 0                    | 1                    | 0                    | 3                    |                      |
| 2006                 | Groepsfase           | 2                    | 0                    | 2                    | 0                    | 0                    | 0                    |                      |
| 2007                 | Halve finale         | 3                    | 1                    | 1                    | 1                    | 2                    | 3                    |                      |
| 2008                 | Tweede               | 3                    | 2                    | 0                    | 1                    | 5                    | 3                    |                      |
| 2009                 | Derde                | 3                    | 2                    | 0                    | 1                    | 2                    | 2                    |                      |
| 2013                 | Vijfde               | 3                    | 2                    | 0                    | 1                    | 3                    | 3                    |                      |
| 2015                 | Tweede               | 3                    | 1                    | 1                    | 1                    | 4                    | 5                    |                      |
| 2016                 | Verliezersronde      | 2                    | 0                    | 0                    | 2                    | 0                    | 4                    |                      |
| 2017                 | Groepsfase           | 3                    | 1                    | 0                    | 2                    | 3                    | 9                    |                      |
| 2018                 | Groepsfase           | 3                    | 2                    | 0                    | 1                    | 6                    | 3                    |                      |
| 2019                 | Groepsfase           | 3                    | 0                    | 2                    | 1                    | 2                    | 3                    |                      |
| 2021                 | Vierde               | 6                    | 2                    | 2                    | 2                    | 4                    | 5                    |                      |
| 2022                 | Vierde               | 3                    | 0                    | 1                    | 2                    | 1                    | 2                    |                      |
| 2023                 | Groepsfase           | 3                    | 1                    | 1                    | 1                    | 2                    | 2                    |                      |
| 2024                 | Derde                | 5                    | 1                    | 4                    | 0                    | 6                    | 4                    |                      |
| 2025                 | Groepsfase           | 3                    | 1                    | 1                    | 1                    | 2                    | 3                    |                      |

## FIFA-wereldranglijst[1]
| 1993 | 1994 | 1995 | 1996 | 1997 | 1998 | 1999 | 2000 | 2001 | 2002 | 2003 | 2004 | 2005 | 2006 | 2007 | 2008 | 2009 | 2010 | 2011 | 2012 | 2013 | 2014 | 2015 | 2016 | 2017 | 2018 |
| ---- | ---- | ---- | ---- | ---- | ---- | ---- | ---- | ---- | ---- | ---- | ---- | ---- | ---- | ---- | ---- | ---- | ---- | ---- | ---- | ---- | ---- | ---- | ---- | ---- | ---- |
| 104  | 94   | 76   | 85   | 67   | 80   | 101  | 112  | 128  | 125  | 127  | 126  | 130  | 128  | 75   | 95   | 72   | 96   | 105  | 112  | 118  | 98   | 111  | 107  | 110  | 117  |

FMF · 
A-internationals · 
Mozambikaans vrouwenelftal
1970 – 1979 · 
1980 – 1989 · 
1990 – 1999 · 
2000 – 2009 · 
2010 – 2019 ·
2020 − 2029
Afrika Cup 1986 · 
Afrika Cup 1996 · 
Afrika Cup 1998 · 
Afrika Cup 2010
Algerije ·
Angola ·
Benin ·
Botswana ·
Burkina Faso ·
Centraal-Afrikaanse Republiek ·
Comoren ·
Congo-Brazzaville ·
Congo-Kinshasa ·
Egypte ·
Eritrea ·
Ethiopië ·
Gabon ·
Ghana ·
Guinee ·
Guinee-Bissau ·
Ivoorkust ·
Kaapverdië ·
Kameroen ·
Kenia ·
Lesotho ·
Libië ·
Madagaskar ·
Malawi ·
Mali ·
Marokko ·
Mauritanië ·
Mauritius ·
Namibië ·
Niger ·
Nigeria ·
Oeganda ·
Oman ·
Portugal ·
Rwanda ·
Senegal ·
Seychellen ·
Soedan ·
Somalië ·
Swaziland ·
Tanzania ·
Togo ·
Tunesië ·
Vietnam ·
Zambia ·
Zimbabwe ·
Zuid-Afrika ·
Zuid-Soedan